# Das Schrifttum als geistiger Raum der Nation

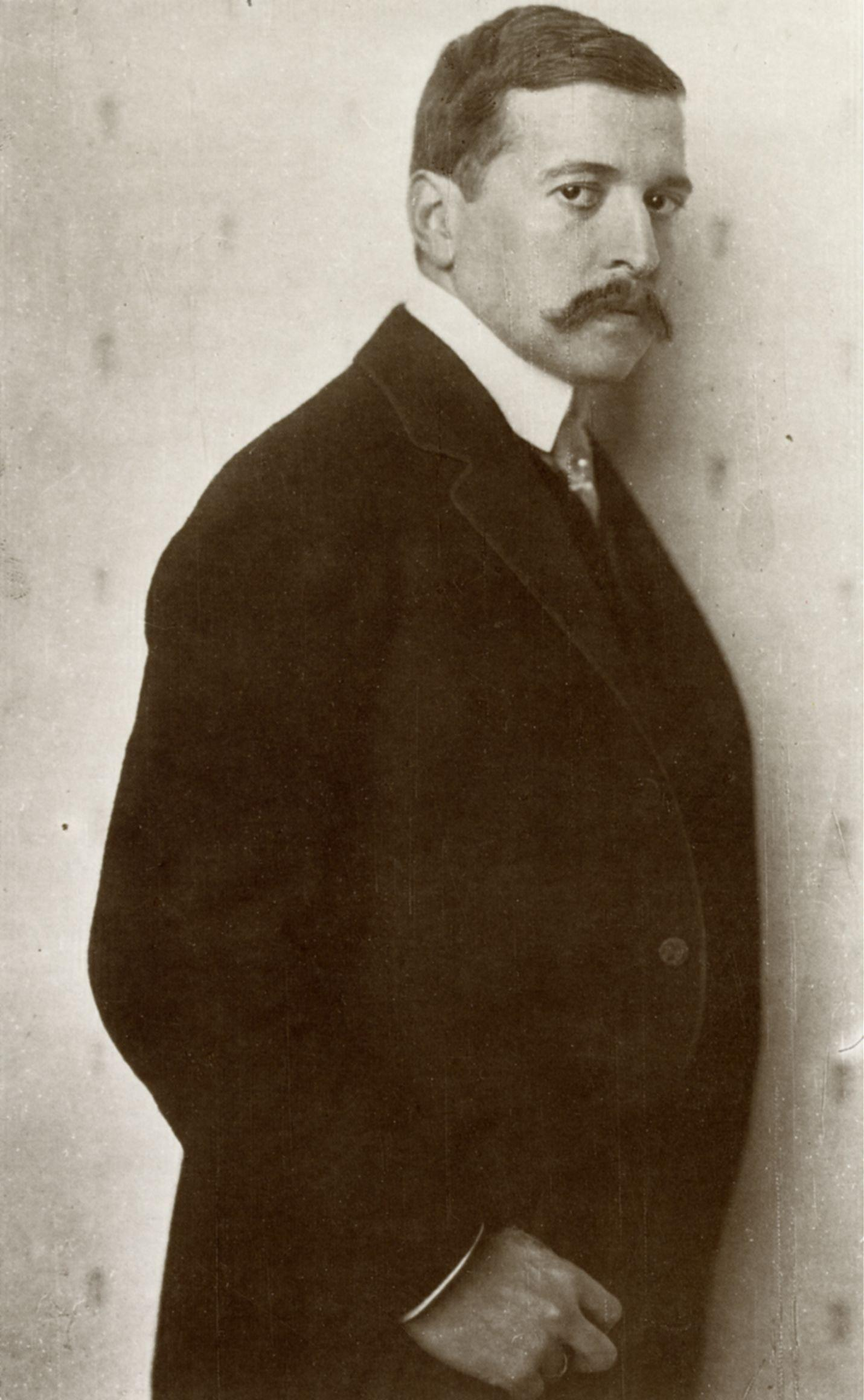
Hugo von Hofmannsthal 1910 auf einer Fotografie von Nicola Perscheid.

Das Schrifttum als geistiger Raum der Nation ist der Titel einer Rede, die Hugo von Hofmannsthal am 10. Januar 1927 im Auditorium maximum der Universität München hielt. Der Erstdruck erfolgte im Juli 1927 in der Neuen Rundschau in Berlin, die erste Buchausgabe im selben Jahr als Sonderveröffentlichung im Verlag der Bremer Presse in München.
In dem Vortrag stellte er die Literatur und das Geistesleben Frankreichs der „deutschen Zerfahrenheit“ vorbildhaft gegenüber. Dabei beschwor er das Bild einer Nation auf dem Weg zur Einheit der literarischen Geisteskräfte. Von Friedrich Nietzsches Zeit- und Kulturkritik ausgehend, bestimmte er das Ideal der „Suchenden“, die sich von „herrschenden Zeitgedanken“ trennen, um neue Bindungen einzugehen.
Einem reflexiv gebrochenen Traditionalismus verpflichtet und sich gleichzeitig von der Romantik abgrenzend, hielt Hofmannsthal die Bestände der Überlieferung nicht mehr für gegeben und glaubte, sie in den Zeiten der Geltungsverluste aktiv wiederherstellen zu müssen.
Das Werk gilt als Gipfelpunkt deutscher Essayistik und kann neben seinem Drama Der Turm als bedeutendstes Zeugnis seiner letzten Lebensjahre angesehen werden.
Mit seinem entschiedenen Tonfall und der eindringlichen Argumentation ist es ein Manifest, zumal Hofmannsthal seinen Gedankenaufbau am Schluss beschwörend in den visionären Verweis auf die geschichtsmächtige Konservative Revolution gipfeln lässt.
Forschung und Kritik weisen der Rede eine wichtige Rolle in seinem Werk zu, wenn sie ihr verschiedentlich auch Skepsis und Vorbehalte entgegenbringen und einwenden, dass sie propagandistisch missbraucht worden sei.

## Inhalt

### Nation und Schrifttum
Hofmannsthals Rede beginnt mit der Definition zentraler Elemente: Nation und Schrifttum.
Hofmannsthal begreift die Nation als eine geistige Gemeinschaft, die durch den Kulturträger Sprache verbunden sei. Die tiefe Verbindung der europäischen Nationen sei im vergleichsweise jungen Amerika noch nicht zu erblicken. Sprache sei kein bloßes Verständigungsmittel, sondern ein Medium, das wegen seines Traditionsbezuges vom „Geist der Nationen“ erfüllt sei und innerhalb der Nation den Zusammenhang zwischen den Generationen stifte. Alles Höhere, kulturell Wertvolle werde seit Jahrhunderten durch die Schrift überliefert. Dieses „Schrifttum“ als „geistigen Raum“ beschränkt Hofmannsthal nicht auf den „kaum zu bewältigenden“ „Wust von Büchern“, sondern bezieht es auf „Aufzeichnungen aller Art“.
Das Wort Literatur sei in Deutschland zweideutiger und spiegele den Riss und Unterschied zwischen Gebildeten und Ungebildeten. Der Abglanz von Goethes Geist, der vor hundert Jahren auf diesem Wort gelegen habe, sei verblasst.

### Vorbild der französischen Literatur
Als Gegenmodell verweist Hofmannsthal auf die Situation in Frankreich, das der deutschen Nation durch Grenzen und Schicksalsverbundenheit am nächsten sei. Die französische Literatur kenne den trennenden Bildungsgegensatz nicht, und die qualitativen Unterschiede zwischen großen, mittleren und geringen Werken würden sich schon durch die Sorgfalt aufheben, mit der auch das Flüchtig-Zeitgebundene eine reine, die Gedanken wohlgeordnet wiedergebende Sprache anstrebe.

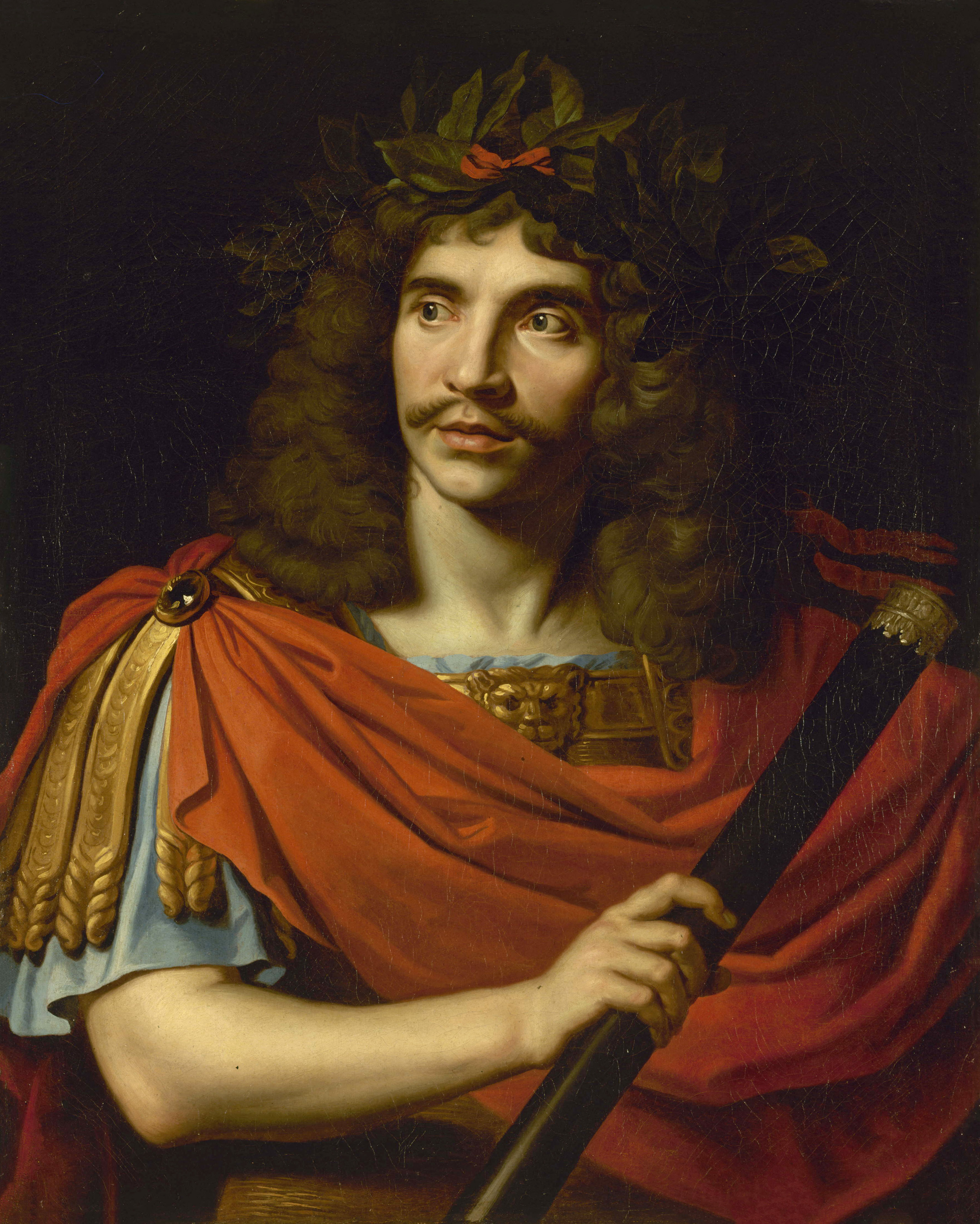
Molière in der Rolle des Cäsar
Porträt von Nicolas Mignard, 1658

Im Gegensatz zur zerrissenen deutschen Situation sei die Literatur der Franzosen nicht bestrebt, sich effektvoll-aktuell abzuheben, sondern „die traditionellen Forderungen zu erfüllen.“
Dabei halte die Sprachnorm die Nation zusammen und gewähre den widerstreitenden politischen Tendenzen einen Raum. Im „geselligen“ Frankreich gelte die Originalität bedingt und in Bezug auf andere, während der Deutsche sie an und für sich statuiere. Gelte die Einsamkeit im Deutschen als „natürliche(r) Spielraum des Geistigen“, werde sie in Frankreich nur in der literarischen Verarbeitung anerkannt. Die Einsamkeiten literarischer Figuren – etwa Molières – sind wie „die Verbannung des Ovid nur das Widerspiel der Geselligkeit.“
Ein Schlüssel zu Hofmannsthals Frankreichbild findet sich im Begriff der „geglaubten Ganzheit“, worunter er die Einheit des „natürlichen und kultürlichen Lebens“ versteht, die sich von der „deutschen Zerfahrenheit“ wohltuend unterscheide.
„Wo geglaubte Ganzheit des Daseins ist – nicht Zerrissenheit –, dort ist Wirklichkeit.“ Die Nation werde durch die Sprache zur „Glaubensgemeinschaft, in der das Ganze des natürlichen und kultürlichen Lebens einbeschlossen ist.“ Gesellschaft und Literatur bilden eine Einheit, da die ganze Nation vom „unzerreißbaren Gewebe des Sprachlich-Geistigen zusammengehalten werde.“
So führe die Sprache konträre politische und gesellschaftliche Gruppen unter ihrem einheitsstiftenden Dach zueinander.
An diesem Ideal der Einheit und des repräsentativen Bestandes misst Hofmannsthal nun die eigene Nation, um festzustellen, dass ihre literarischen „Geisteskräfte“ nicht zusammenwirken und vom Ideal der Gleichzeitigkeit und der kulturellen Überlieferung in ihr keine Rede sein könne. Der Begriff der „geistigen Tradition“ sei kaum anerkannt. In Deutschland gebe es eine konventionelle Literatur, die weder repräsentativ noch traditionsbildend sei.

### Die unzeitgemäß Suchenden

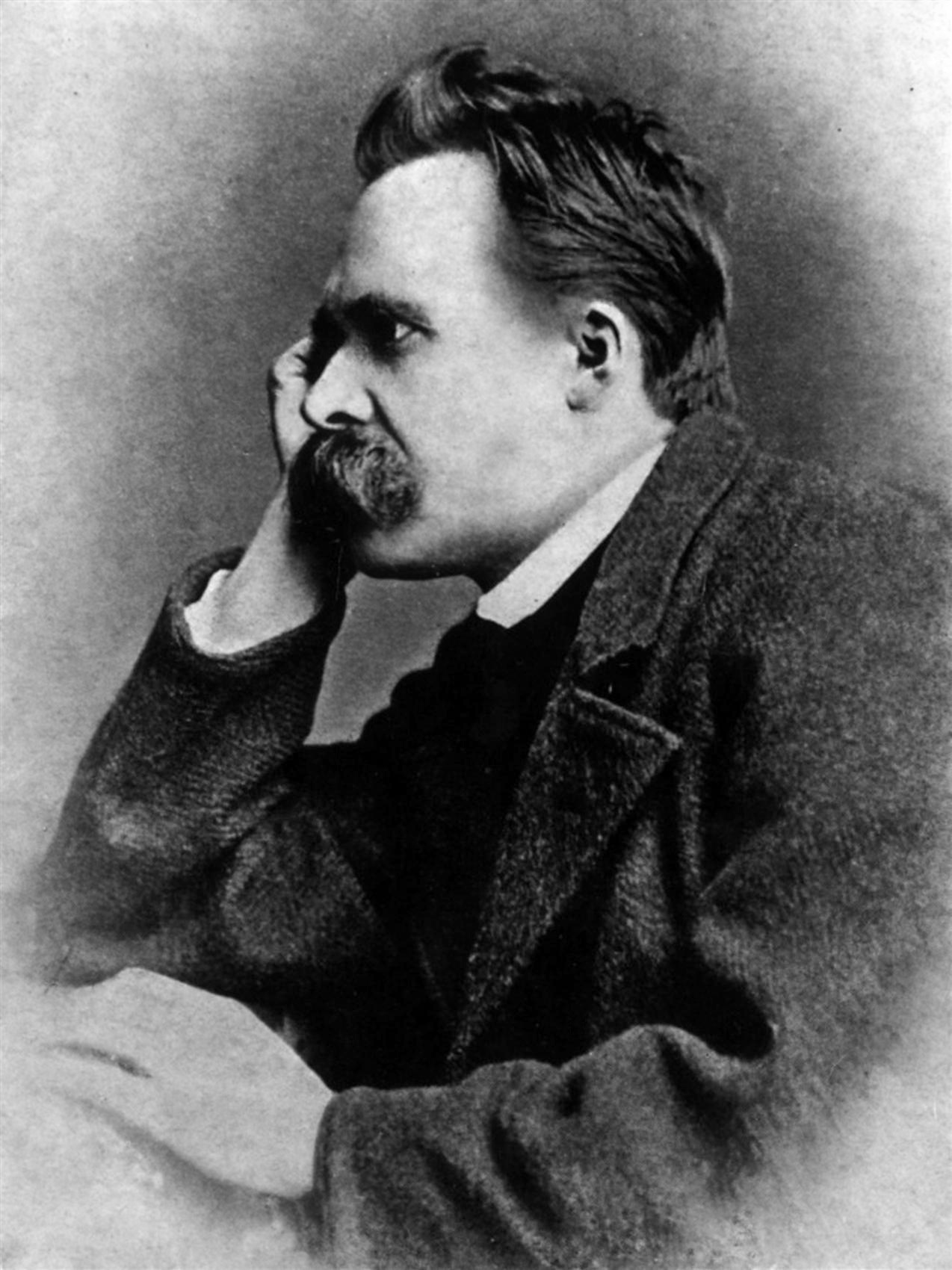
Friedrich Nietzsche, das „geistige Gewissen der Nation“

Hofmannsthal bleibt indes nicht bei einer pauschalen Ablehnung der literarischen Situation Deutschlands stehen: Es gebe Geister, die mit der üblichen Literatur nichts zu tun hätten, das geistige Leben der Nation aber dennoch bestimmen wollten. Diese „unzeitgemäßen Geister“ hielten wenig von den gängigen gesellschaftlichen Forderungen und suchten „nach den tiefsten, ja nach kosmischen Bindungen und den schwersten, ja religiösen Verantwortungen für die Gesamtheit.“
Diese „Verantwortungsbeladenen und doch Verantwortungslosen“, die sich „um die höchsten Bindungen“ bemühen, bezeichnet Hofmannsthal mit einem Wort Nietzsches als „Suchende“. Dieser habe darunter alles „Hohe, Heldenhafte und auch ewig Problematische in der deutschen Geistigkeit“ zusammengefasst und es dem Ideal des selbstzufriedenen deutschen Bildungsphilisters entgegengestellt.
Seine Kritik an den deutschen Zuständen ist deutlich geprägt von der Nietzsches in dessen Unzeitgemäßen Betrachtungen. Der deutsche Bildungsphilister habe die Suche und das Ringen behaglich in ein Sein und Haben verwandeln wollen, um sich darauf als ein Bildungsfundament niederzulassen, das er als Leistung der Klassiker als festen Besitz betrachte. In dieser philiströsen Atmosphäre habe Nietzsche wie das „geistige Gewissen der Nation“ Scheinautoritäten gestürzt und herrschende Zeitgedanken abgeworfen, um „unser schattenhaftes Dasein immer wieder ans Ewige“ zu binden.
In der Atmosphäre der Verunsicherung entdeckt Hofmannsthal vereinzelt mutige Träger einer „produktiven Anarchie“, von denen er zwei idealtypisch herausarbeitet: Den schweifenden, „aus dem Chaos hervortretende(n) Geistigen“, der, „mit dem Anhauch des Genius auf der hohen Stirn“ Anspruch auf revolutionäre Führerschaft erhebt. Für seine kriegerische Mission sammle er Gefährten und Adepten um sich, die sich ihm zu unterwerfen hätten.
Der andere im Chaos des Suchenden zu findende Repräsentant sei dem Herrschertypus entgegengesetzt und arbeite mit asketischer Selbstverleugnung den geistigen Bestand der Jahrhunderte auf. Wollte jener revolutionär umstürzen, so sei dieser schwermütig mit der wissenschaftlichen Aufarbeitung eines Geisteserbes beladen, das zu wahren ihm zum „dunkelsten Geschick“ wird. Sei im „geistigen Führer“ die „Hybris des Herrschenwollens“, so sei hier eine des „Dienenwollens“ zu erkennen.

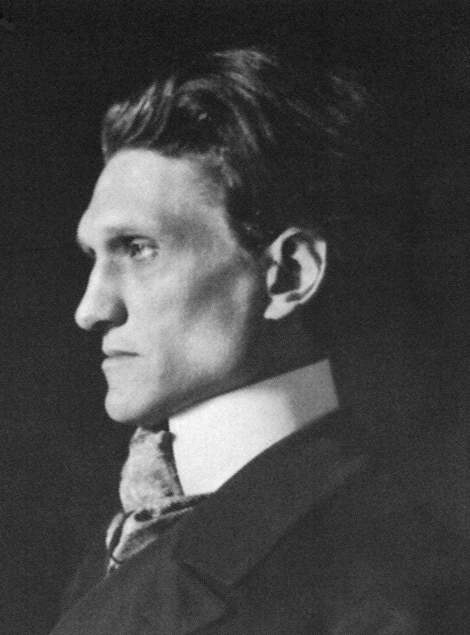
Stefan George stand Pate für den revolutionären geistigen Führer

Während sich im ersten Modell Züge Stefan Georges und Rudolf Pannwitz’ wiederfinden, denen, so ungesellig ihr Wesen auch gekennzeichnet wurde, Hofmannsthal seine Reverenz nicht ganz versagen wollte, erkennt man, dass für das zweite Max Weber und Norbert von Hellingrath Pate standen.
Die beiden Idealtypen allerdings seien nur „Schatten und Schemen“, da die wirklich Suchenden sich innerhalb dieser Extreme bewegten und Legion seien, jung und alt über ganz Deutschland in den unterschiedlichsten Berufen verstreut und jeweils bestrebt, „der Dinge Wesenheit [zu] erkennen.“ Ihr geheimer Zusammenhalt „ist die wahre und einzig mögliche deutsche Akademie.“
In ihren „höchsten Augenblicken“ seien sie Seher, in denen das „ahnende deutsche Wesen“ wieder hervortrete und die den Urgrund der Menschen witterten, „Schriftleser, Handleser, Sternleser“, „Sektierer aller Sorten“, bei denen vieles – von Jakob Böhme bis Johann Caspar Lavater – aus den Jahrhunderten mitschwinge und lebendig werde.
Im Gegensatz zu den romantischen Träumen des 19. Jahrhunderts gehe es hier indes nicht um schwärmerische Sehnsucht oder träumerische Pietät gegen das Gewesene, nicht um das „verwirrende Gemisch von Begriffsgespinsten, um diesen Kultus des Gemütes über alles, diese Suprematie des Traumes über den Geist“ oder das „wollüstige Sichverlieren in das Naturhafte“, mit denen die Romantiker sich über „alle Lebensblüten des Morgen- und des Abendlandes gestürzt haben, ihre trunkenmachende Süßigkeit abzuweiden.“
Den romantischen Verlockungen würden die heute Suchenden grimmig widerstehen. Sie seien mit einem Misstrauen gegen das „unverantwortlich Spekulative“ wie das „unverantwortlich Musikantische“ gesegnet. Sie suchten nicht Freiheit, sondern Bindung.
In diesem deutschen Ringen um Freiheit gehe es heute um die Ganzheit, in der sich Seele, Geist und Gemüt rege.
Zwar sei der einsame Dienst des Dichters, das Ganze der Welt in die Tiefe des Ichs zu ziehen, um es zu neuer Wirklichkeit emporzuheben, nach wie vor der einzige Daseinsinhalt des einsamen „weltlosen Deutschen“, seit ihn die Französische Revolution von allen Bindungen losgerissen und ihm die „schrankenlose Orgie des weltlosen Ich anheimgegeben hatte.“
Doch liege in der Zwischenzeit das „furchtbare“ neunzehnte Jahrhundert. Der nach neuen Bindungen strebende Geist sei einen „furchtbaren Weg gelaufen“, habe sich verändert und das unmündige Wesen für immer abgestreift. Der Verantwortungssinn der Wissenschaft wie die strengen „Gelehrtenmethoden“, alles miteinander konfrontieren zu müssen, habe seine Spuren hinterlassen. Auf keinem Resultat könne man sich „länger als eine Sekunde“ ausruhen, ebenso wenig auf dem Bett einer skeptizistischen Grundhaltung – immer wieder stellten sich neue Fragen und Entscheidungen „auf Leben und Tod.“

### Die konservative Revolution
Es sei ein Erlebnis, wenn der suchende Geist sich aus dem „Pandämonium“ losringe mit der Erleuchtung, dass wirkliches Leben nur ohne romantische Weltflucht möglich sei, in der „geglaubten Ganzheit“ und durch „gültige Bindungen.“
Die Zweiteilungen des Lebens sollten überwunden und in eine geistige Einheit überführt werden.
Der einheitsstiftende Prozess sei als ein langer Vorgang zu erkennen, der den Beginn des Zeitalters der Aufklärung bis heute umfasse. Diesen betrachtet Hofmannsthal als „innere Gegenbewegung“ gegen die aus Renaissance und Reformation bestehenden Umwälzungen des 16. Jahrhunderts. Es handele sich um „eine konservative Revolution von einem Umfange, wie die europäische Geschichte ihn nicht kennt. Ihr Ziel ist Form, eine neue deutsche Wirklichkeit, an der die ganze Nation teilnehmen könne.“

## Entstehung
Karl Vossler, dem die Rede zugeeignet war, hatte seinem Freund Hofmannsthal einen Auftrag der Dichtervereinigung Die Argonauten und der Goethe-Gesellschaft für eine Veranstaltung der Ludwig-Maximilians-Universität in München weitergeleitet.
Beim Ausarbeiten der Rede war der anspruchsvolle Hofmannsthal bald schon von Zweifeln geplagt und glaubte, der Aufgabe nicht gewachsen zu sein. Am 19. Dezember 1926 schrieb er an Willy Haas, wie sehr ihn der Vortrag wegen seines hohen Anspruchs zeitlich belaste. Man könne nicht über etwas Spezielles reden, da die Menschen zu ungeduldig und in zu großer Not seien. Begebe man sich aber auf das fruchtbare Gebiet des Allgemeinen, sei es schwer, das zerfließende Thema abzugrenzen. Schnell komme man auf die schwierigsten Dinge, stoße auf Nominalismus und Realismus und sei gezwungen, Heinrich Rickert, Nietzsche und Edmund Husserl zu lesen. Das aber wäre erst wieder „die Schale und nicht der Kern.“
Für die erste Ausgabe der konservativen Monatsschrift Europäische Revue hatte Hofmannsthal einen „Leitartikel“ verfasst, der als Präludium für die Rede betrachtet werden kann und dessen abschließende Stretta an den letzten Satz der Rede erinnert, nur dass hier noch von „schöpferischer Restauration“ und nicht von „konservativer Revolution“ gesprochen wurde. In ihm ist vom großen Begriff Europa die Rede, ohne den die größten Geister undenkbar seien. Wie später in dem Vortrag geht es um eine Epoche der Wiederherstellung. „Hinter dem Treiben der Untergangspropheten und Bacchanten des Chaos, der Chauvinisten und Kosmopoliten (…) sehe ich die wenigen über die Nationen verstreuten Individuen, welche zählen, sich auf einen großen Begriff einigen: den Begriff der schöpferischen Restauration.“
Nachdem Hofmannsthal dem Herausgeber, Karl Anton Prinz Rohan, anfangs äußerst misstrauisch begegnet war und ihn gegenüber Richard Strauss als einen aristokratisch-dilettantischen Wirrkopf bezeichnet hatte, dem er konsequent aus dem Wege gehen wolle, setzte er sich nun, nach reiflicher Überlegung, für ihn ein. Dennoch bezeichnete er ihn etwas später gegenüber Ernst Benedikt, dem Chefredakteur der Neuen Freien Presse, als ein „ehrgeiziges“, „nicht ganz durchblickbares Individuum.“

## Hintergrund

### Entwicklung
Nach dem Beginn im Zeichen des Impressionismus lassen schon frühe Dichtungen Hofmannsthals Interesse an gesellschaftlichen Fragen der Zeit erkennen. Seine Werke um 1906 zeigen den Einfluss von Georg Simmels Philosophie des Geldes und Theorien über die Entfremdung des Menschen, die in weiteren Auseinandersetzungen im Spiel vom Jedermann (1911) gipfelten.
Mehrfach hatte sich Hofmannsthal mit der Situation der Sprache und Literatur beschäftigt. So im berühmten Brief des Lord Chandos von 1902, in dem Vortrag Der Dichter und diese Zeit und dem späten, kurzen Aufsatz Wert und Ehre deutscher Sprache aus dem Jahr 1927. Mit der im Brief geschilderten, als existentiell erlebten Sprachkrise stellte er ein Thema in den Mittelpunkt, das sein gesamtes Werk durchzieht und auch im 1921 uraufgeführten Schwierigen in der Figur des Hans Karl Bühl anklingen sollte.
Hofmannsthal hat die gängige Bewertung seines neuromantischen Frühwerks, das mit der magischen Kraft seiner erlesenen Verse immer wieder gerühmt wurde, als Belastung empfunden. Dieses Werk sei „ebenso berühmt wie unverstanden.“ Mit dem Entwurf seines Ad me ipsum und dessen Übergabe an Walther Brecht versuchte er, dieser Deutung entgegenzuwirken.
Die Forschung geht nun von einem Übergewicht des Spätwerks gegenüber dem Frühwerk aus und sieht Hofmannsthals geistige Kontur weniger unter ästhetischen und dekadenztheoretischen als unter politischen Gesichtspunkten.
So ging es ihm mit seiner erfolgreichen Sammlung „Deutsche Erzähler“, mit der seine konservative Wirkung begann, nicht darum, eine weitere Anthologie zu veröffentlichen, sondern – in der Sammlung „der schönsten unter allen deutschen Erzählungen“ – um eine literarisch-politische Botschaft: Die „heutige Zeit treibe eine Abgötterei mit dem wesenlosen Begriff des Gegenwärtigen“, obwohl es im einzelnen Menschen nichts „schlechthin Gegenwärtiges“ gebe, Entwicklung alles sei und verflossene Zeiträume in den nächsten weiterlebten: „Die Gegenwart ist breit, die Vergangenheit tief; die Breite verwirrt, die Tiefe ergötzt.“ Warum also solle man immer nur in die Breite gehen?
Die Jahre des Weltkrieges vertieften seine Sorge um die Entwicklung Europas. Die Auflösung der Donaumonarchie mit ihren vielfachen Verwerfungen veranlasste ihn, den österreichischen Vielvölkerstaat als Vorbild einer neuen, kontinentalen Einheit zu erwägen. Für ihn hatte der Krieg das Erbe der Aufklärung entwertet und den Weg zu neuartigen Formen staatlicher Organisation freigegeben.
Mit der Niederlage 1918 brach auch der kulturelle Boden weg, mit dem Hofmannsthal geistig-ästhetisch verwurzelt war.
Ein Jahr vor seinem Tode schrieb er in einem Brief an Josef Redlich:

„Eben weil ich mit dem Zusammenbruch Österreichs das Erdreich verloren habe, in welches ich verwurzelt bin (…) weil das In-eins des schicksalsgebundenen Politischen mit dem geistig-Kulturellen, das In-eins der Schuld und des Unglücks (…) mein eigenes Erlebnis ist, weil mein dichterisches Dasein in diesem Zusammensturz fragwürdig geworden ist (…) kann ich über diese Dinge nur schweigen – wofern ich mich ... nicht schwer zerrütten will.“

Hofmannsthals Ideal der Einheit ist ein sprachlich-geistiges, durch die Literatur gestiftetes, kein territoriales. Die Forderung des geistigen Begriffs der Nation ist nicht das Produkt provinziellen oder nationalistischen Denkens. Zwar erkennt Hofmannsthal in Österreich „die Züge eines älteren und höheren Deutschtums“ und spürt, dass die Ideen der Donaumonarchie noch lebendig seien; dennoch stellte er die Zugehörigkeit zur deutschen Nation nicht in Frage.
Hofmannsthal selbst charakterisierte seinen Versuch als Hinwendung auf das Notwendige. In einem krisenhaften Augenblick der Geschichte wollte er die restaurativen wie anarchischen Bestrebungen aus einer unabhängigen Haltung des Geistes deuten.

### Einfluss Nietzsches

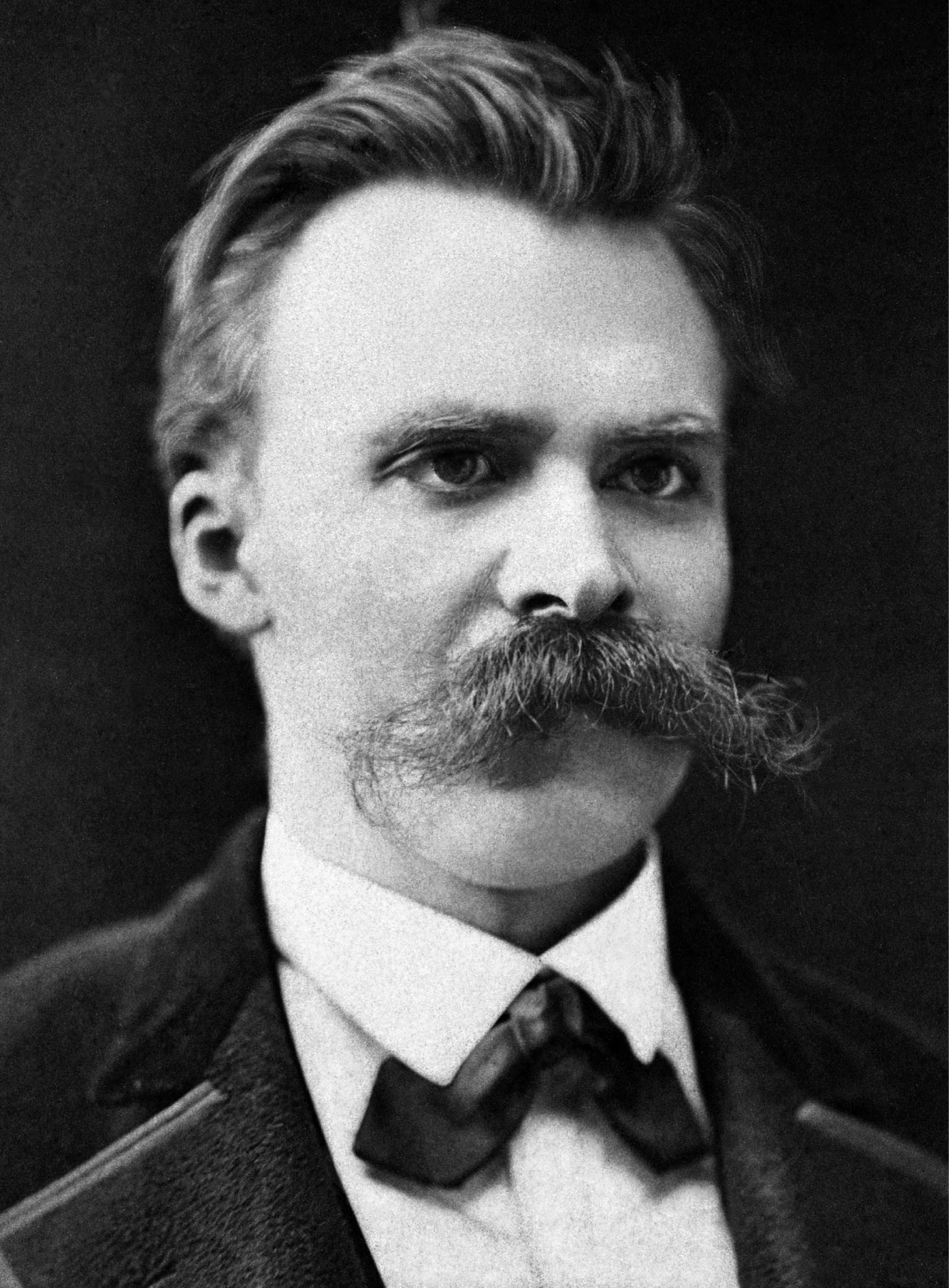
Nietzsche um 1875

Obwohl bei Hofmannsthal seit längerem nach Nietzsche-Einflüssen gesucht wird und diese mehr ahnbar als greifbar scheinen, kann davon ausgegangen werden, dass er mit großen Teilen des Werkes vertraut war, einige Bücher mehrfach gelesen hat und somit neben Rainer Maria Rilke und George zu den wenigen „Neuromantikern“ gehörte, die sich eingehender mit dem Philosophen befassten.
Bereits 1891 schrieb er an Arthur Schnitzler über seine Lesefreude, „wie in seiner kalten Klarheit, der hellen Luft der Cordilleren, meine eigenen Gedanken schön crystallieren.“ Felix Salten vertraute er ein Jahr später an, man erlebe bei Nietzsche mehr als bei „allen Abenteuern unseres Lebens.“
Im Vergleich mit George und Rilke wies sich Hofmannsthal zudem als Nietzscheaner aus, der sein Philosophenbild nicht mehr willkürlich zusammenwürfelte, sondern systematisch aufbaute. Ausgehend von den Fragestellungen der Unzeitgemäßen Betrachtungen und der frühen Tragödienschrift wandte er sich dem Zarathustra zu. Er befragte dieses Werk danach, wie es entstanden sei und stieß auf das Phänomen, Gedanken als Ereignisse aufzufassen, die sich der Kontrolle des Denkers selbst entziehen. So konnten sie nur noch rhetorisch stilisiert werden, um zu überzeugen und zu beweisen, dass der Denker an sie glaube.
Nach dem Motto Nietzsches „die Wissenschaft unter der Optik des Künstlers zu sehen, die Kunst aber unter der des Lebens“, setzte sich Hofmannsthal – ähnlich wie Rilke und George – dafür ein, die „Zerrissenheit“ des modernen Lebens zu überwinden. Dieses war für ihn durch den Einfluss von Naturwissenschaft und Technik von etlichen Antinomien gekennzeichnet und verwirrt. So schickte er sich an, die vielfache Spaltung auf dem Boden einer geistigen Kunst auszugleichen und zu überwinden.
Der für den jungen Hofmannsthal einflussreiche Nietzsche-Verehrer George vertrat in seiner Literaturzeitschrift Blätter für die Kunst eine Kunst für die Kunst, die das Leben weder naturalistisch schildern, noch wissenschaftlich zementieren, sondern in einem schwebend schönen Wortbild vom Gegenständlichen ablösen sollte, um Freiheit zu sich selbst zu gewinnen. Diese Freiheit werde sich nicht mit „weltverbesserungen und allbeglückungsträumen“ oder sozialrevolutionären Ideologien befassen können.
In diesem Sinne wollte Hofmannsthal, der die fanatischen Ideologien und „Scheindichter“ für die Auflösung des Geistigen in der Kunst verantwortlich machte und ihnen die Hässlichkeit der modernen Kultur zuschrieb, eine neue geistige Kunst etablieren. War für Nietzsche der Fanatiker ein „nach innen gewandter Krieger“, sollte die neue Kunst ebendiesen Fanatismus ausschließen. So formulierte er in seinem frühen Aufsatz Poesie und Leben, das eigentlich Dichterische sei das „gewichtlose Gewebe von Worten.“

### Weitere Einflüsse
Hofmannsthals sozialpolitische Vorstellungen sind auch von anderen zeitgenössischen Autoren beeinflusst worden. An einigen Stellen seines Werkes sind die Übernahmen so offensichtlich, dass sie den Charakter eine Blütenlese annehmen.
So fand er in Frederik van Eedens und Volker Gutkinds prophetischer Abhandlung Welt-Eroberung durch Heldenliebe von 1911 Gründe für die Ablehnung des Materialismus. Verbunden mit der Weisheit asiatischer Religionen, verstand er dies als eine Alternative zur technisierten europäischen Geldwirtschaft. Rudolf Pannwitz, dessen Werke ihn ebenfalls beeinflussten, versprach eine geläuterte Freiheit und ein neues Wirklichkeitsgefühl. In der magischen Sprache dieser Vorbilder sollte die Krise des Fin de siècle im persönlichen Erleben überwunden werden.

## Einordnung

### Literarische Strömungen
Wie sich in der Weimarer Republik die Konflikte und unvereinbaren Gegensätze zwischen der politischen Linken und Rechten zuspitzten, wurden auf geistigem Felde die unterschiedlichsten Deutungen vollzogen und Kämpfe ausgetragen. Alfred Döblin und später Ernst Bloch (mit seinem Modell der Ungleichzeitigkeit) erörterten den Konflikt zwischen Moderne und Tradition, zwischen den geistigen, die Städte dominierenden Strömungen und der „älteren Kraft“ des „Ländlichen“.
Nach diesem Modell standen sich zwei Kulturen gegenüber: Eine programmatisch moderne, avantgardistische Großstadtkultur und eine rückschlägige, bewusst anti-moderne, thematisch wie stilistisch rückwärtsgewandte Strömung, die von Elementen der Blut-und-Boden-Ideologie durchsetzt war.
Die auch von Hofmannsthal empfundene Sinnkrise nach dem verlorenen Krieg und der von vielen als demütigende Schmach wahrgenommene Friedensvertrag von Versailles bestärkten eine pessimistische Kulturkritik. Diese hatte sich bereits im späten 19. Jahrhundert herausgebildet und in unterschiedlichen literarischen Genres gegen Modernität, Materialismus und Rationalismus gewandt. Literarisch war sie den Gegenströmungen zum Naturalismus zuzurechnen und fand sich in frühen Werken Stefan Georges und Hugo von Hofmannsthals.
Die unterschiedlichen, vom französischen Symbolismus inspirierten deutschen Strömungen standen im Gegensatz zur herrschenden materialistischen Weltdeutung der Wirklichkeit fremd und distanziert gegenüber. Sie wollten die Welt nicht politisch reformieren, sondern im Sinne der Worte Nietzsches (aus der Geburt der Tragödie) ästhetisch rechtfertigen. Die bohémienhafte Attitüde gegen das Bürgertum war nicht vom Wunsch nach ökonomischen Reformen getragen, sondern richtete sich vornehmlich gegen dessen amusisch-philiströse Gesinnung.
So schied sich die Dichtung am Ausgang des 19. Jahrhunderts in zwei unterschiedliche Richtungen mit eher sozialistischem oder aristokratischem Zukunftsbild. Das „größte Ausstrahlungsphänomen der Geistesgeschichte“, wie Gottfried Benn Nietzsche bezeichnete, wirkte nach Fritz Martini auf je charakteristische Weise: „Im Naturalismus führte die Wirkung Nietzsches und das ihr entsprechende Ärgernis an der Zeit nach links, im Symbolismus nach rechts.“
Hofmannsthals Glaube an die Ganzheit des Lebens taucht als Motiv in seiner Lyrik und Prosa, seinen Dramen und Essays immer wieder auf. Ihn stellte er den vielfachen Teilungen entgegen, in die „der Geist das Leben polarisiert hatte.“ Auf diese Weise hoffte er, die Einigung der zerrissenen deutschen Geistigkeit im Verlauf einer Konservativen Revolution wiederherstellen zu können.

### Allgemeinpolitische Bewertungen

#### Frankreich und Europa
Für Friedrich Sieburg hatte Frankreich ebenso Vorbild- und Beispielcharakter wie für Hofmannsthal. In seinem populären Werk Gott in Frankreich? aus dem Jahr 1919 befasste er sich mit den politischen und kulturellen Differenzen zwischen den Nationen und wies dabei – wie Hofmannsthal – auf das Sprachverständnis der Franzosen hin. Es gebe kein reineres Zeichen für die Macht der französischen Zivilisation als die Fähigkeit jedes Franzosen – „mag er auch noch so ungeschult und vernachlässigt sein“, sich seiner Sprache zu bedienen.
Die Sprache sei mit dem Begriff der Zivilisation „unlösbar verknüpft“, das gesellschaftliche Wort vom dichterischen „ebensowenig getrennt wie die Dichtung von der Gesittung.“ Die französische Literatur würde sich in all ihrem Reichtum nicht vom öffentlichen Leben abkehren, sondern sei Teil von ihm.
Im Gegensatz zu Deutschland bewege sich die Literatur nicht in gesellschaftlichen Randzonen, und selbst wenn sich die Literaten in Frankreich bekämpften, hätten sie etwas, auf das sie ohne Ausnahme stolz seien: Die Literatur als Einrichtung, als „nationale Sache.“ Die deutsche Misere zeige sich in dem Mangel an Gemeinsamkeit, der das literarische Leben präge, dem Selbsthass des Literaten und seiner Unfähigkeit, „in der Literatur zu leben.“
Gelänge es der deutschen Literatur „die Kenntnis der Vorbilder und die Achtung vor ihnen wieder anzusiedeln“, wäre viel erreicht, denn das Verbindende sei die geistige Ausstrahlung, deren das Deutsche bisweilen fähig sei. Niemand habe das „deutlicher erkannt und schöner gesagt als Hofmannsthal.“
Diese Botschaft sei Kern seiner Bemühungen gewesen, so dass er, dessen Gestalt das zwanzigste, „befleckte Jahrhundert entsühnen könnte“ und in dem sich die „unvergängliche, wenn auch versteckte Helligkeit des deutschen Bildungszeitalters“ spiegele, der Praeceptor Germaniae gewesen sei, den man heute so dringend brauche.

#### Konservatismus

Karl Kraus sparte auch bei Hofmannsthal nicht mit Häme.

Hofmannsthals Konservatismus ist immer wieder diskutiert worden. Während er den einen als Sprecher Österreichs, ja Europas galt, sprachen die anderen von reaktionären Tendenzen. Wie viele Intellektuelle begrüßte er den Ausbruch des Ersten Weltkrieges als belebenden Aufbruch aus der Erstarrung und Möglichkeit, die Monarchie zu erneuern. Die propagandistischen Formeln seines „Appells an die oberen Stände“, der am 8. September 1914 als Leitartikel in der Neuen Freien Presse erschien, wurden später – etwa von Karl Kraus – hämisch kommentiert.
Hofmannsthal ist einem reflexiv gebrochenen Traditionalismus verpflichtet, der gelegentlich als „Revolution des Geistes“ oder „ethisch-ästhetische Revolution“ apostrophiert worden ist. Er hielt die Bestände der Überlieferung nicht mehr für gegeben und glaubte, sie in den Zeiten der Geltungsverluste – Hofmannsthal sprach von „Unbehaustheit“ und der „Geistesbedrängnis“ – aktiv wiederherstellen zu müssen. Die von ihm idealisierte Synthese aus Geist und Politik musste sich auf die Tradition ebenso besinnen wie aufgeschlossen für Neues sein.
Der Rousseausche Freiheitsbegriff sollte durch Pflichtbewusstsein und Gemeinschaftssinn geläutert und der einzelne vor den Auswüchsen der Technisierung bewahrt werden, eine Haltung, die bestimmten konservativen Vorstellungen ähnelte. So spielten einige mit dem Gedanken, ein abendländisches Imperium unter „germanischer“ Führung aufzubauen. Sie wollten zu einer „organischen“ politischen Ordnung zurückkehren, die das dem Materialismus verfallene europäische Denken durch eine neue Werteordnung ablösen sollte.
So kann Hofmannsthal als Statthalter einer konservativen Gesinnung betrachtet werden, der über sein literarisches Werk hinaus vor allem durch sein gesellschaftlich-kulturelles Wirken bedeutend ist: In einer krisenhaften Epoche verstand er sich als Bewahrer der großen Tradition, der diese Aufgabe für die Nation übernehmen wollte. Aus dem Schatz der geistigen Überlieferung schöpfend wollte er der Gegenwart verpflichtende Werte vermitteln und den Gesamtzusammenhang der kulturellen Bildung sichtbar machen. Dabei wird sein Werk von Teilen der Forschung gelegentlich als repräsentativer Ausdruck einer Bewegung verstanden, die gegenüber dem Historismus oder Positivismus den Rang des Überindividuellen in den Vordergrund rückt. Die in seiner Rede proklamierte Wendung von der konservativen Revolution wird als Schlüsselbegriff dieser Bewegung angesehen.

#### Konservative Revolution
Hofmannsthals Rede ist wirkungsgeschichtlich wichtig durch die Einführung des Begriffs „Konservative Revolution“ in den politischen Diskurs. Als deren Programm und als wichtiges Dokument antidemokratischen Denkens in der Weimarer Republik kann Arthur Moeller van den Brucks 1923 erschienene Schrift „Das Dritte Reich“ betrachtet werden. In ihr verkündete er seine Vision eines ganzheitlichen Nationenideals. Der Konservatismus bedeutete für ihn die Rückkehr zu den Vorstellungen der Nation, während sich das Wort „Revolution“ auf die Wiederherstellung einer neuen Ordnung unter ebendiesem Banner bezog. Im Gegensatz zu van den Bruck, der den Begriff auch gar nicht verwendet, entbehren Hofmannsthals Reflexionen allerdings der konkreten realpolitischen Richtung, ästhetisieren die Politik und sind literarisch-philosophischer Art. Gleichwohl prägte er mit seiner Rede den Begriff der Konservativen Revolution. Die Verbindung wurde von Hermann Rauschning hergestellt, einem ehemaligen Nationalsozialisten, der den Begriff in seinem 1941 erschienenen Werk The Conservative Revolution (dt.: Die Konservative Revolution – Versuch und Bruch mit Hitler) populär machte. Rauschning stützte sich darin nicht direkt auf Hofmannsthals Rede, sondern ließ sich von einem 1939 erschienenen fachwissenschaftlichen Aufsatz des deutsch-amerikanischen Germanisten Detlev W. Schumann (1900–1986) inspirieren.
Für Hofmannsthal ist die Entwicklung der deutschen Kultur von vereinzelten, wenn auch bisweilen großen Individuen geprägt, die ihre künstlerische Bestätigung mehr in „kosmischen Bindungen“ als im sozialen Bereich suchen. Auf diesem individualistischen Weg sind große Werke entstanden, die allerdings wie einsame Gipfel emporragen und in keinem geistig-gesellschaftlichen Gefüge stehen. Jeder schöpferische Geist sei auf sich allein gestellt und kenne nur seinen eigenen, einsamen Pfad des Daseins, der zu keiner geschlossenen Kultureinheit, dem geistigen Raum der Nation, führen kann, sondern zu einer Form produktiver Anarchie, die das deutsche Geistesleben bestimme. Die konservative Revolution soll nun eine im größten Stil geplante Synthese der nationalen Eigenarten darstellen. Was den romanischen Völkern seit jeher eigne – die Ganzheit des Daseins als Wirklichkeitserfahrung – solle auch in Deutschland erreicht werden, um die Zerrissenheit zu überwinden. Dies sei ein schweres Unterfangen, da das ganz auf sich gestellte deutsche Individuum keine gültigen Ordnungen vorfinde und somit alles aus sich selbst entwerfen müsse. Keine äußere Norm solle das Chaos bändigen, sondern der Individualismus soll durch sich selbst überwunden werden, um die geistig-kulturelle Einheit der Nation zu verwirklichen. Der „titanisch Suchende“ ringt sich zur höchsten Gemeinschaft durch, das „einsame Ich“ überwindet die „tausend Klüfte … des seit Jahrhunderten nicht mehr gebundenen Volkstums“, um die Ordnung zu vollenden, die Hofmannsthal als wahre Nation bezeichnet, ein idealer Zustand, in dem Geist und Leben nicht mehr getrennt sind.

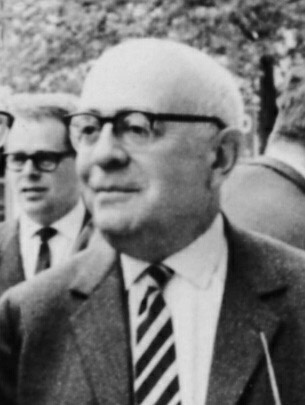
Theodor W. Adorno beklagte die elitäre Haltung Hofmannsthals

In einer umfangreichen Darstellung und Deutung des Briefwechsels zwischen Hofmannsthal und George beklagte Theodor W. Adorno die elitäre Haltung Hofmannsthals und die Anfälligkeit der mit ihm sympathisierenden „rechten Kreise“ für den Nationalsozialismus, dem die George-Schule mehr Widerstand entgegengesetzt habe.
Hofmannsthal habe, auf den Bestand der österreichischen Tradition vertrauend, eine Ideologie für die Oberschicht gemacht und ihr eine falsche humanistische Gesinnung zugeschoben, auch habe er sich eine fiktive Aristokratie ausgedacht, die „seine Sehnsucht als erfüllt vorspiegelt.“
In einem längeren Brief lobte Walter Benjamin den Beitrag Adornos, führte aber zur Verteidigung des Kritisierten an, dieser habe „zu seinen Gaben zeitlebens so gestanden wie Christus zu seiner Herrschaft gestanden hätte, wenn er sie seiner Verhandlung mit Satan zu danken gehabt hätte.“ Die ungewöhnliche Wandelbarkeit des Dichters sei mit dem Bewusstsein einhergegangen, „Verrat am Besten in sich geübt zu haben“. Aus diesem Grunde habe ihn keine Vertrautheit „mit dem Gelichter schrecken“ können.
Nach Sue Ellen Wright orientierte sich Hofmannsthal im Gegensatz zu vielen anderen konservativen Theoretikern, die für „echt“ deutsche Lebensformen eintraten, an genuin österreichischen Errungenschaften, die er für eine Erbschaft hielt, von der ganz Europa zehren könne.
Hofmannsthals späte Werke dokumentieren danach seinen Versuch, sich mit traditionalistischen wie revolutionären Autoritäten auseinanderzusetzen. Eine Interpretation des Salzburger großen Welttheaters lasse erkennen, dass Hofmannsthal Gewalt als Mittel zur Durchsetzung egalitärer Forderungen ablehne. Er habe sich für eine „weiterentwickelte hierarchische Weltordnung“ entschieden, der konservativ-revolutionäre Denkfiguren zugrunde lagen. Das Kräftespiel in den unterschiedlichen Fassungen des Turm enthülle noch ungleich komplexere Möglichkeiten. Mag es auch als Modell für die Lösung politischer Dilemmata zweideutig erscheinen, trenne es Hofmannsthal von denen, die eine Diktatur um ihrer selbst willen angestrebt hätten. In seiner letzten Fassung lasse das Stück sogar wache Skepsis gegenüber den mystischen Helden aus der Sphäre des Königtums erkennen, für die Pannwitz und van Eeden Pate gestanden hatten.
Walter Jens erklärt Benjamins Vorstellung des „Verrats“ ähnlich wie Thomas Mann im Sinne des unpolitischen Ästhetizismus: Die Abkehr von der im Chandos-Brief erkannten „Notwendigkeit, sich gegenüber der Realität zu behaupten“; ein Virtuose vom Schlage Gabriele D’Annunzios zu sein, jemand, dem die Kunst mehr bedeute als die Wirklichkeit, Nietzsche mehr als die Abenteuer des Lebens. So habe er an Begriffen festgehalten, die schon lange obsolet gewesen seien, obwohl er bei seinen genialen Gaben auch den Weg eines Kafka hätte einschlagen können.

## Wirkung und Rezeption der Rede

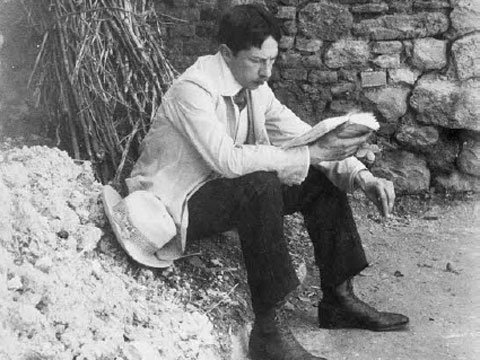
Rudolf Borchardt sprach von der „Schöpferischen Restauration“

Sieben Wochen nach Hofmannsthals Vortrag hielt der mit ihm befreundete konservative Humanist Rudolf Borchardt an eben derselben Universität eine Rede mit dem klingenden Titel „Schöpferische Restauration“.
In einem Brief an Max Brod beschrieb er 1931 seine Auffassungen von Konservatismus und Revolution in Zeiten des Strukturverfalls, die das Bestehen der alten Welt- und Werteordnung in Zweifel stelle. Er wolle die „Tradition des deutschen Geistes innerhalb des europäischen“ mit allen Mitteln verteidigen: Dem des „Konservatismus gegen die Anarchie“ und den der „Revolutionen gegen den statisch gewordenen Kompromiss mit der Anarchie.“ Er spreche nicht von „blutigen Revolutionen“; es sei aber Konsens zwischen ihm und Hofmannsthal gewesen, dass die „schleichende (...) Vergewaltigung“, die nur scheinbar gewaltlos auftrete, nur durch Gewalt gebrochen werden könne. In diesem Zusammenhang deutet Borchardt Hofmannsthals „konservative Revolution“, die er etwas später an derselben Stelle „schöpferische Restauration“ genannt habe, als nicht politisch.
Thomas Mann, der 1921 im Zusammenhang mit einer Bewertung Nietzsches den Begriff der Konservativen Revolution noch im positiven Sinne verwendet, sich allerdings im Jahr der Rede öffentlich von ihren Ambitionen distanziert hatte, verwies während der Zeit des Nationalsozialismus auf die Tragik, dass ausgerechnet der aristokratische Ästhet Hofmannsthal, den er als Dichter und Stilist sehr schätzte, einer der Wortgeber für eine rohe und barbarische Bewegung geworden sei.

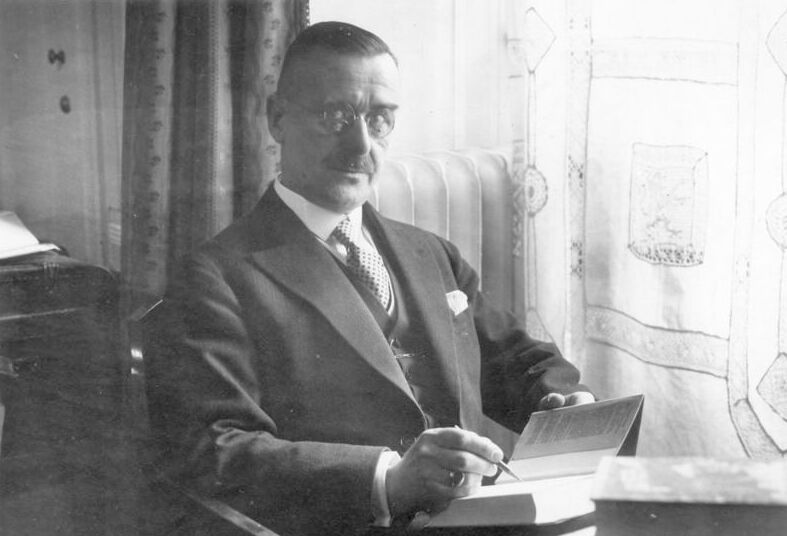
Thomas Mann distanzierte sich von den Ambitionen der Konservativen Revolution

Hofmannsthal habe sich als unpolitischer Geist um die Verwirklichung der konservativen Revolution, von der er arglos gesprochen habe, wenig gekümmert. Die für Deutschland typische Kluft zwischen Geist und seiner politischen Verwirklichung habe diesem Kühnheit und Freiheit, aber auch Beziehungs- und Verantwortungslosigkeit gegeben.
Die Rede müsse nun postum als „Prophetie und Bestätigung des Greuels herhalten“ und zu seiner geistigen Stützung beitragen. Dies sei derselbe Missbrauch, der mit Nietzsche, Wagner und George geübt werde.
Er habe Hofmannsthal in einem Gespräch „vor dem Heraufziehenden“ gewarnt, „dem er in gewisser Weise Vorschub leistete.“ Hofmannsthal sei aber „mit einiger Nervosität“ darüber hinweggegangen.
Heute, 1936, würde sich der Dichter vermutlich aus derselben Abscheu gegen die Realität der Bewegung stellen wie Thomas Mann einige Jahre zuvor. Da Hofmannsthal die Glaubensbewegung der konservativen Revolution als gegen Reformation und Renaissance gerichtet auffasste, müsste er die Reformation als Freiheitsbewegung betrachten. Das aber sei falsch, da sie selbst eine „konservative Revolution“ gewesen sei. Es sei zudem fragwürdig, das siebzehnte bis zwanzigste Jahrhundert als eine „konservative Bewegungseinheit“ gegen die Freiheit des sechzehnten zu betrachten. Hofmannsthals Ansatz sei willkürlich und von seiner „Barockliebe“ bestimmt.
Ernst Robert Curtius stellte Hofmannsthal wegen dessen Rede in die Tradition von Restaurationsdenkern wie Antoine de Rivarol, Edmund Burke und Karl Ludwig von Haller. Dagegen wandte sich der mit Hofmannsthal befreundete Carl Jacob Burckhardt. Er wies darauf hin, dass mit dieser Deutung die politische Haltung Hofmannsthals aus dem fünften Akt des Trauerspiels Der Turm, dessen langwierige Entstehung Burckhardt miterlebt hatte, weggeräumt und beschlagnahmt würde. Hofmannsthals Quelle für den Begriff Konservative Revolution sei das Buch Das Mittelalter und wir von Paul Ludwig Landsberg.
Landsberg, ein Schüler Max Schelers, konstatierte eine Gesetzmäßigkeit der abendländischen Geschichte, die er als kreisförmige Entwicklung betrachtete. Sie verlaufe von Ordnung über Gewohnheit bis zur Anarchie, um schließlich zur Ordnung zurückzukehren. Die als orientierungslos aufgefasste Gegenwart sollte durch den mittelalterlichen Ordo-Gedanken erneuert werden, da dem haltlos torkelnden Zeitalter Bindung und nicht Lösung nottue. Begeistert beschwor er am Ende seiner Schrift die konservativen Revolution: „Die Konservative Revolution, die Revolution des Ewigen ist das Werdende und schon Seiende der gegenwärtigen Stunde. Die in ihr Stehenden sind die, mit denen mein Titel mich als „Wir“ zusammenfassen soll.“
Für Ralf Konersmann bewegt sich die Rede in Duktus und Wortwahl auf einer fließenden Grenze zwischen restaurativer Zivilisationskritik und Konservativer Revolution.
Eine undifferenzierte Identifikation mit den Zielen der Konservativen Revolution kann nach Einschätzung Sue Ellen Wrights zu Fehldeutungen führen, beziehe sich dieser Begriff doch auf die unterschiedlichsten Spielarten des politischen Engagements von intellektuellem Theoretisieren bis zum Aktivismus.
Hofmannsthal habe mit seiner Rede positive geistige Entwicklungen verkünden wollen und sei nicht blind gewesen für die mit der Konservativen Revolution verbundenen Gefahren. Obwohl er ihre unterschiedlichen Programme unterstützte und für ihre Anhänger einen Platz in Europas Zukunft sah, habe er dem nicht ohne Vorbehalte entgegengesehen. Mit seiner persönlichen Ausprägung eines österreichischen Konservatismus habe er eher an einem eigentümlichen Status quo festhalten wollen als an einer Revolution, die eine ins Ideale stilisierte Vergangenheit zum Programm erhob.
Für Hermann Rudolph zeugt die Rede von einer zunehmenden Unbedingtheit im kulturell-politischen Denken Hofmannsthals. Habe er in seiner 1906 gehaltenen Rede Der Dichter und diese Zeit oder in den Reden auf Beethoven die Nation in den „Einzelnen... wieder herzustellen“ und zu erneuern versucht, löse er sich nun aus konkreten gesellschaftlichen Zusammenhängen, verlagere die Krise in persönliche Daseinsprobleme und proklamiere eine wahre Nation, die mythische Züge trage und das Moment des Absoluten unterstreiche. Indem Hofmannsthal die Emanzipation des Individuums verwerfe, spekulativ-utopische, ja marginal-esoterische Erwägungen anstelle, offenbare er reaktionäre Tendenzen. Was früher noch als künstlerischer Ausdruck innerhalb eines je bestimmten geschichtlichen Augenblicks erscheint, verwandelt sich für Rudolph in ein freischwebendes Strukturmodell.
Der Autor verweist darauf, dass die Rede, wie Thomas Mann befürchtet hatte, vereinzelt im nationalsozialistischen Sinne ausgelegt und missbraucht worden sei: So zog Heinz Kindermann, NSDAP-Mitglied und nationalsozialistischer Ideologe, in seiner Schrift Des Deutschen Dichters Sendung in der Gegenwart eine Entwicklungslinie von Arthur Moeller van den Bruck über Stefan George und Hofmannsthal bis zur „Machtergreifung“, in der er die Ideen der konservativen Revolution verwirklicht sah. In einem ähnlichen, wenn auch noch fataleren Sinne habe Hildegard Rheinländer-Schmitt die Entwicklung in ihrem Buch Dekadenz und ihre Überwindung bei Hugo von Hofmannsthal interpretiert.
In seiner Biographie Hofmannsthal. Skizzen zu seinem Bild beurteilt der österreichische Journalist Ulrich Weinzierl die politische Bedeutung des Dichters ambivalent, indem er sowohl dessen naive Fehleinschätzungen wie die überzogenen Schuldzuweisungen seiner Kritiker beschreibt. Durch die Studie Ursprung und Ideologie der Salzburger Festspiele von Michael P. Steinberg, die Weinzierl als teilweise fehlerhaft kritisiert, sei Hofmannsthal erneut ins ideologische Zwielicht gerückt und als „eine Art Brückenbauer“ zum Faschismus eingeordnet worden. Für Weinzierl ist diese Zuordnung ebenso falsch und übertrieben wie die suggerierte Verbindung zwischen dem Großen Welttheater der Salzburger Festspiele und dem „politischen Theater des Nürnberger Reichsparteitages von 1934.“ Dennoch hält er Hofmannsthals patriotische Bekundungen zum Ersten Weltkrieg, seine Österreich-Publizistik und Beurteilung Italiens für problematisch und sieht in ihnen merkwürdige Zusammenhänge und personelle Kontinuitäten.
Er erwähnt die grundsätzlichen Sympathien des österreichischen Bürgertums für den italienischen Faschismus, die auch Hofmannsthal nicht unbeeindruckt gelassen hätten und weist darauf hin, dass dem Dichter bei der Dritten Jahresversammlung des Verbandes für kulturelle Zusammenarbeit 1926 in Wien Abgesandte Italiens imponiert hätten. So lobte Hofmannsthal die kultivierten und „geistreichen Vertreter“ der „glanzvollen Nation“ auf überschwängliche Weise.
Es sei bedauerlich, dass ein so differenzierter Intellektueller wie Hofmannsthal von der „arischen Grundgemeinschaft“ habe schwadronieren oder den Begriff „Volk“ unreflektiert verwenden können.

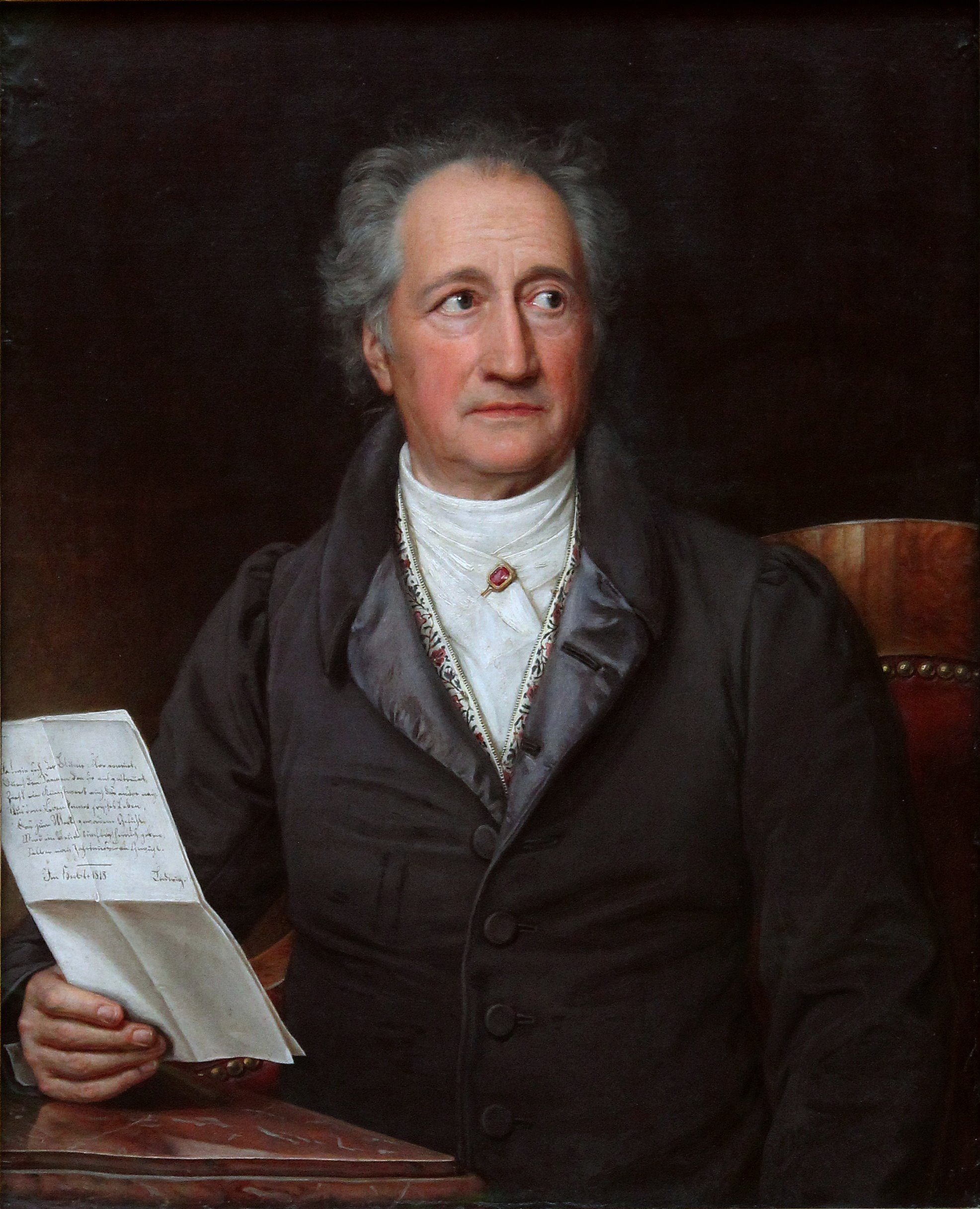
Johann Wolfgang von Goethe Ölgemälde von Joseph Karl Stieler

Manfred Riedel betont die europäische Perspektive Nietzsches und dessen Glaube an die übernationale Erscheinung Goethes, die in der Rede zum Vorschein komme. Nietzsche hatte – als Unzeitgemäßer – mehrfach die Engstirnigkeit und den deutschnational-provinziellen Dünkel seiner Zeit beklagt und auf die exorbitante Größe Goethes verwiesen, der diesen Rahmen sprengen würde.
Daraus schöpfend habe Hofmannsthal sein literarischen Konzept einer geistigen Nation entworfen, das als Komplement zu Goethes Vision der Weltliteratur aufgefasst werden könne.
Goethes Werk verbinde Geselligkeit mit Einsamkeit und zeuge von der Kraft des Deutschtums und seinem Wunsch, eine Synthese aller überlieferten Literaturen zu erreichen, während Nietzsche von der Einsamkeit dazu gezwungen worden wäre, den goetheanisch beeinflussten Leitspruch: „Gut deutsch sein heißt sich entdeutschen“ mit letzter Konsequenz zu folgen und nach neuen Bindungen zu suchen. In diesem Sinne sei Hofmannsthal von der Frage beunruhigt gewesen, ob er die Tendenz des tragisch-unzeitgemäßen Einzelgängers zur Erniedrigung mit Stolz ausgleichen und das Deutsche verleugnen oder sie ins Europäische übertragen solle.
Seine Rede sei die des Nachschaffend-Verstehenden, der die literarische Tradition auslegt, um Personen- und Völkerschicksale zu deuten. Hofmannsthal folge hierbei Nietzsches Ideen aus Jenseits von Gut und Böse, nach der die französische Kultur mit ihrer Synthese aus Norden und Süden der griechischen näher komme als der deutschen, mit „ihrem schauerlich-nordischem Grau in Grau.“

### Textausgaben
- Hugo von Hofmannsthal: Gesammelte Werke in zehn Einzelbänden. Band 10: Reden und Aufsätze III. (1925–1929). Fischer, Frankfurt am Main 1980, ISBN 3-596-22168-4.

### Sekundärliteratur
- Anna Guillemin: The Conservative Revolution of Philologists and Poets: Repositioning Hugo von Hofmannsthal’s Speech ‘Das Schrifttum als geistiger Raum der Nation’. In: The Modern Language Review. 107/2 (April 2012), S. 501–521.
- Peter Christoph Kern: Zur Gedankenwelt des späten Hofmannsthal. Die Idee einer schöpferischen Restauration. Carl Winter Universitätsverlag, Heidelberg 1969.
- Hermann Kunisch: Hugo von Hofmannsthals politisches Vermächtnis. In: Hermann Kunisch: Von der Reichsunmittelbarkeit der Poesie. Berlin 1979, S. 277–301.
- Ute Nicolaus: Souverän und Märtyrer. Hugo von Hofmannsthals späte Trauerspieldichtung vor dem Hintergrund seiner politischen und ästhetischen Reflexionen. Königshausen & Neumann, Würzburg 2004, ISBN 3-8260-2789-2.
- O. von Nostitz: Zur Interpretation von Hofmannsthals Münchner Rede. In: Für Rudolf Hirsch. Frankfurt 1975, S. 261–278.
- Manfred Riedel: Im Zwiegespräch mit Nietzsche und Goethe. Weimarische Klassik und klassische Moderne, Vierter Teil, Rückschein des Geistes. Hofmannsthals Zwiesprache mit Goethe und Nietzsche und die Idee einer „konservativen Revolution“. Mohr Siebeck, Tübingen 2009, S. 185–246.
- Hermann Rudolph: Kulturkritik und konservative Revolution. Zum kulturell-politischen Denken Hofmannsthals und seinem problemgeschichtlichen Kontext, Tübingen 1970.
- Sue Ellen Wright: Auf dem Weg zur Konservativen Revolution. Hofmannsthal-Blätter, Folge II, Frankfurt, Hugo von Hofmannsthal-Gesellschaft, Frankfurt 1974.